# Smętarz dla zwierzaków II
Smętarz dla zwierzaków 2 (ang. Pet Sematary II) – amerykański film grozy z 1992 roku. Sequel filmu Smętarz dla zwierzaków z 1989 roku.

## Fabuła[2]
Akcja toczy się po wydarzeniach z poprzedniej części. Do miasteczka Ludlow przybywa weterynarz Chase Matthews wraz ze swym trzynastoletnim synem Jeffem. Jeff, cierpiący po śmierci matki, z trudem przystosowuje się do nowego otoczenia. Zaprzyjaźnia się z Drew Gilbertem, który mieszka w pobliżu. Gdy ojczym Drewa, Gus z zimną krwią zabija jego psa, chłopcy postanawiają pochować ciało czworonoga na lokalnym indiańskim cmentarzysku, na którym miało miejsce kilka wskrzeszeń. Okazuje się to początkiem tragedii.

## Główne role
- Edward Furlong – Jeff Matthews
- Anthony Edwards – Chase Matthews
- Clancy Brown – Gus Gilbert
- Jared Rushton – Clyde Parker
- Jason McGuire - Drew Gilbert
- Darlanne Fluegel – Renee Hallow/Matthews
- Lisa Waltz – Amanda Gilbert
- Sarah Trigger - Marjorie Hargrove